# Sziget Fesztivál 2012
2012. augusztus 6. és 13. között 20. alkalommal kerül megrendezésre a Sziget Fesztivál, amelyhez kapcsolódóan augusztus 5-én rendezik a magyar dal napját.

## Fellépők
Augusztus 6.
Augusztus 7.
- Ákos
- Dimmu Borgir
- HammerFall
- Ignite
- Lacuna Coil
- Moonspell
- Superbutt

Augusztus 8.
- Anna Calvi
- Amsterdam Klezmer Band
- Beatsteaks
- Bonaparte
- Butterfly Effect
- Che Sudaka
- dEUS
- Dirtyphonics live
- Dj Rasta
- Dope D.O.D.
- Dubioza kolektiv
- Elektro Guzzi
- Ferenczi György és a Rackajam
- Glasvegas
- Gocoo
- Hurts
- I Cani
- Los De Abajo
- Máté Szabi Sub Boogie & Gravedigger
- Ministry
- Mississippi Big Beat
- Pink Freud
- Placebo
- Quimby
- Saint Etienne
- Steve Aoki
- The Cedric Burnside Project
- Török Ádám+Capriccio

Augusztus 9.
- Anti-Flag
- Alvon Johnson Band
- Axwell
- Caro Emerald
- Chef'Special
- Citizens!
- Crystal Fighters
- Crookers
- Dj Rasta
- Emir Kusturica & The No Smoking Orchestra
- Firkin
- Flying Lotus
- Friendly Fires
- Fritten Bude
- High Contrast presents "The agony & the ecstasy featuring Jessy Allen & Dynamite MC
- HK & Les Saltimbanks
- Korn
- Máté Szabi Sub Boogie & Gravedigger
- Maximo Park
- Muchachito Bombo Infierno
- Narasirato
- Orchestre National De Barbés
- Shaka Ponk
- Stoned - 100%RollingStones (tribute)
- Tankcsapda
- The Roots
- The Silver Shine
- Timebomb
- Vadvirágok

Augusztus 10.
- 1995
- Adam Beyer, The Advent vs Industrialyzer live
- Agnes Obel
- Bebel Gilberto
- Blue sPot
- Bud Spencer Blues Explosion
- Dj Rasta
- ef Zámbó István
- EtnoFaun
- Gyo Kretz
- Kettős Tamás és a Vadszamarak
- Kraak & Smaak live
- LaBrassBanda
- La Selva Sur
- Máté Szabi Sub Boogie & Gravedigger
- Ministri
- Pannonia Allstars Ska Orchestra
- Psycho Mutants
- Roy Paci & Aretuska
- Shantel & Bucovina Club Orkestar
- The Black Seeds
- The Stone Roses
- The Vaccines
- The xx
- Tiga
- Viza
- Wild Beasts

Augusztus 11.
- Azari & III
- Best of Besh o droM feat. Szalóki Ági, Juhász Miczura Mónika
- Borgore
- Csukamájolaj
- Danakil feat Natty Jean
- Dj Rasta
- Fat Cat Band
- Fink
- Flux Pavilion
- Imam Baildi
- In Golden Tears
- Joint Ventura
- Jungle by Night
- Kakkmaddafakka
- Katzenjammer
- Leftfield
- Máté Szabi Sub Boogie & Gravedigger
- Mystery Gang
- Molotov
- Noah & The Whale
- SebastiAn
- Sergent Garcia
- Snoop Dogg
- Sonia and the Soulbreakers
- Sum 41
- The Pogues
- The Horrors
- The Jimi Hendrix Memorial Band + Fekete Jenő
- Two Door Cinema Club

Augusztus 12.
- Aly&Fila
- Amon Amarth
- Beardyman
- Betsie Larkin
- DJ Fresh
- Dj Rasta
- Doors Emlékzenekar
- Fanfare Ciocarlia
- Figli Di Madre Ignota
- Goran Bregovic Wedding And Funeral Band
- Grimus
- Heideroosjes
- Karen Carroll With The Mississippi Grave Diggers
- Jambalaya
- Lamb
- Lange
- Leningrad
- LMFAO
- Magnetic Man
- Magyar Atom
- Mando Diao
- Máté Szabi Sub Boogie & Gravedigger
- Paolo Nutini
- Petenders
- Rotfront
- The Killers
- The Horrors
- The Subways
- The Ting Tings
- Tom White és barátai
- Yonderboi